# 內文斯 (佛羅里達州)
內文斯（英語：Nevins）是位於美國佛羅里達州印第安河縣的一個非建制地區。該地的面積和人口皆未知。

## 地理
內文斯的座標為27°36′42″N 80°23′06″W / 27.61167°N 80.38500°W，而該地的平均海拔高度為3米（即10英尺）。